# Erebia altivolans
Erebia altivolans är en fjärilsart som beskrevs av Ruggero Verity 1935. Erebia altivolans ingår i släktet Erebia och familjen praktfjärilar. Inga underarter finns listade i Catalogue of Life.